# 鹿虔扆
鹿虔扆，生卒年不详，五代十国后蜀词人，文风属花间派。
早年读书古诗，看到画壁有周公辅成王图，即以此立志。为后蜀进士，官至学士。广政间，出任永泰军节度使，进升检校太尉，加太保，因称鹿太保。在后蜀时以擅写小词为孟昶所宠幸，时人忌之，与欧阳炯、韩琮、阎选、毛文锡共称“五鬼”。后蜀被灭后，不再任官。

## 延伸阅读
- 《四库全书·十国春秋》
- 《四库全书·花间集》